# Mundo de juguete (1974)
Mundo de Juguete é um remake da telenovela argentina Papá corazón, produzido pela Televisa e exibido em 1974 pelo El Canal de las Estrellas.

## Enredo
Cristina é uma menina que frequenta uma escola num convento e, no jardim da escola, cria um mundo de fantasia, um mundo de brinquedo. Cristina é órfã de mãe e tem apenas seu pai, Mariano, mas também tem o carinho de sua inseparável tia Mercedes e seu tio Leopoldo, a quem ela chama de Polo.
Na parte de trás da escola tem uma pequena casa escondida (resultado de sua imaginação) onde vive Nana Tomasina, que lhe mima e dá bons conselhos; têm também a irmã Carmem e irmã Rosário, uma linda garota que lhe dá seu apoio e amor.
Na novela, Cristina é envolvida em uma série de brincadeiras e truques de crianças para juntar Rosário e seu pai para realizar seu maior sonho: ter uma família completa.

## Elenco
- Graciela Mauri ... Cristina Salinas
- Ricardo Blume ... Mariano Salinas
- Irma Lozano ... Hermana Rosario
- Irán Eory ... Tía Mercedes Balboa
- Enrique Rocha ... Tío Leopoldo 'Polo' Balboa
- Sara García ... Nana Tomasina
- Evita Muñoz "Chachita" ... Hermana Carmela / Tía Bladimira
- José Carlos Ruiz ... Mateo
- Gloria Marín ... Madre Superiora
- Xavier Marc ... Padre Benito
- Maricarmen Martínez ... Julieta
- Manolo Calvo ... Fermín
- Cristina Rubiales ... Patricia
- Eduardo Alcaraz ... Pedro
- Carlos Argüelles ... Ramiro "Rabel"
- Armando Arriola ... Pablo
- Alejandro Aura ... Agapito
- Luis Bayardo ... Eduardo
- Augusto Benedico ... Rafael Ocampo
- Fernando Borges ... Gerardo
- Antonio Brillas ... Salvador
- Ana María Canseco
- Ricardo Cortés
- Pedro Damián
- Leonardo Daniel ... Aldo
- María Antonieta de las Nieves
- Alma Delfina
- Elizabeth Dupeyrón ... Silvia
- Karina Duprez ... María
- Juan Antonio Edwards ... Ernesto
- Alma Ferrari ... Alma
- Patty Tanús ... Gloria
- Miguel Gómez Checa ... Capitão
- Teresa Grobois
- Lili Inclán
- Gonzalo Vega ... Rodolfo Peláez
- Miguel Macía ... Señor Diego Manterola
- Julia Marichal ... Caridad
- Justo Martínez ... Don Salvador
- Elvira Monsell
- Polo Ortín ... Capitán Hurtado
- Carlos Monden ... Horacio
- July Furlong ... Mónica
- Patricia Luke ... Santa
- Jorge Ortiz de Pinedo ... Julio
- Andrea Palma ... Sra. María Luisa Sartinari viúva de Duarte
- Miguel Palmer ... Ignacio
- Silvia Pasquel ... Elvira
- Juan Peláez ... Braulio
- Cristina Peñalver ... Ana Bertha
- Fefi Mauri ... Remedios
- Leticia Perdigón ... Irma
- Cecilia Pezet ... Matilde
- Marilyn Pupo ... Josefina
- Lola Tinoco ... Socorro
- Mauricio Herrera ... Ringo
- Armando Alcocer ... Raúl
- Sandy García ... Genoveva
- Carmen Cortés ... Natalia
- Ivonne Gobea ... Mimí